# Serge Champagne
Pour les articles homonymes, voir Champagne.
Serge Champagne, né le 19 août 1943 à Warwick, est un avocat et homme politique, député libéral de Saint-Jacques à l'Assemblée nationale du Québec de l'élection partielle du 20 juin 1983 jusqu'à son décès en fonction le 23 avril 1984 à Saint-Cyrille-de-Wendover.

## Biographie

### Jeunesse et carrière avant la politique
Serge Champagne naît le 19 août 1943 du journalier Léo Champagne et de Rita Laplante. Il reçoit son baccalauréat ès arts du collège de Victoriaville en 1965, puis sa licence de droit de l'Université de Montréal en 1968. Deux ans plus tard, il est admis au barreau, et commence à exercer le droit à partir de ce moment-là à Montréal,. Il rejoint l'association libérale de la circonscription de Saint-Jacques, pour laquelle il est conseiller juridique de 1973 à 1977, avant de devenir son président en 1978-1979.

### Carrière politique
Après la résignation du député péquiste Claude Charron dû à un scandale à la fin de l'année 1982, Serge Champagne se présente dans la circonscription de Saint-Jacques pour l'élection partielle. Il fait campagne avec le slogan « libérons Saint-Jacques », et s'allie avec une équipe qui a réussi à faire remporter les libéraux dans les treize dernières élections partielles, dans l'espoir de déloger la circonscription habituellement péquiste. Il est élu le 20 juin 1983. Après son élection, il fait part de ses intentions de renforcer l'appui pour les libéraux. Il meurt en fonction à Saint-Cyrille-de-Wendover le 23 avril 1984 lorsqu'il est impliqué dans un accident de la route sur l'autoroute 20,. La voiture conduite par sa femme a fait une sortie de route, et Champagne est décédé avant d'être arrivé à l'hôpital Sainte-Croix de Drummondville, mais sa femme et ses enfants ont survécu. Il est inhumé le 27 avril dans le cimetière de Warwick, sa ville natale.

### Vie personnelle
Il avait marié le 14 novembre 1970 dans la paroisse Saint-Louis-de-France Cécile Champagne, fille de Maurice Champagne, et avec qui il a eu cinq enfants,,,.

## Résultats électoraux
|                                                                                               | Nom                | Parti                | Nombre de voix | %      | Maj. |
| --------------------------------------------------------------------------------------------- | ------------------ | -------------------- | -------------- | ------ | ---- |
|                                                                                               | Serge Champagne    | Libéral              | 6 911          | 44,2 % | 475  |
|                                                                                               | Jeannine Chéron    | Parti québécois      | 6 436          | 41,2 % | -    |
|                                                                                               | Michel Ouellette   | Union nationale      | 492            | 3,1 %  | -    |
|                                                                                               | Dominique Langevin | Sans désignation     | 423            | 2,7 %  | -    |
|                                                                                               | Robert Wilkins     | Indépendant          | 368            | 2,4 %  | -    |
|                                                                                               | Roméo Lizotte      | Indépendant          | 302            | 1,9 %  | -    |
|                                                                                               | Gérard Lachance    | Travailleurs         | 281            | 1,8 %  | -    |
|                                                                                               | Colette Provost    | Indépendant          | 200            | 1,3 %  | -    |
|                                                                                               | Jean-Paul Poulin   | Crédit social uni    | 53             | 0,3 %  | -    |
|                                                                                               | Patricia Métivier  | Indépendant          | 50             | 0,3 %  | -    |
|                                                                                               | Paul Désormiers    | Indépendant          | 46             | 0,3 %  | -    |
|                                                                                               | Claude Guertin     | Sans désignation     | 34             | 0,2 %  | -    |
|                                                                                               | Paul Rochon        | République du Canada | 33             | 0,2 %  | -    |
| Total                                                                                         | Total              | Total                | 15 629         | 100 %  |      |
| Le taux de participation lors de l'élection était de 52,3 % et 345 bulletins ont été rejetés. |                    |                      |                |        |      |

### Médiagraphie
: document utilisé comme source pour la rédaction de cet article.
- « Les résultats électoraux depuis 1867, Saguenay à Saint-Jacques », sur Assemblée nationale du Québec, 2024 (consulté le 25 mai 2024).